# 小杉陣屋町
小杉陣屋町（こすぎじんやちょう）は、神奈川県川崎市中原区の町名。現行行政地名は小杉陣屋町1丁目から小杉陣屋町2丁目。住居表示実施済区域。地名は「小杉陣屋」があったことに因む。

## 地理
中原区の北東部に位置し、東に上丸子天神町、南東に丸子通、南に小杉町、西に小杉御殿町、北西と北に等々力と接している。

### 地価
住宅地の地価は、2025年（令和7年）1月1日の公示地価によれば、小杉陣屋町1-6-8の地点で53万7000円/m²、小杉陣屋町2-9-30の地点で46万9000円/m²となっている。

## 歴史

### 沿革
- 1943年（昭和18年）4月 - 上丸子字松原通と字山王前の一部を分離し、小杉陣屋町1丁目、小杉陣屋町2丁目を新設。川崎市上小杉陣屋町となる[8]。
- 1972年（昭和47年）4月1日 - 川崎市が政令指定都市に指定され、中原区が設立。川崎市中原区小杉陣屋町となる。
- 1991年（平成3年）9月30日 - 住居表示を実施[5]。

## 世帯数と人口
2025年（令和7年）6月30日現在（川崎市発表）の世帯数と人口は以下の通りである。
| 丁目            | 世帯数    | 人口    |
| --------------- | --------- | ------- |
| 小杉陣屋町1丁目 | 1,893世帯 | 3,335人 |
| 小杉陣屋町2丁目 | 1,080世帯 | 1,955人 |
| 計              | 2,973世帯 | 5,290人 |

### 人口の変遷
国勢調査による人口の推移。
| 年                 | 人口  |
| ------------------ | ----- |
| 1995年（平成7年）  | 4,546 |
| 2000年（平成12年） | 4,552 |
| 2005年（平成17年） | 4,551 |
| 2010年（平成22年） | 4,629 |
| 2015年（平成27年） | 4,766 |
| 2020年（令和2年）  | 5,257 |

### 世帯数の変遷
国勢調査による世帯数の推移。
| 年                 | 世帯数 |
| ------------------ | ------ |
| 1995年（平成7年）  | 2,160  |
| 2000年（平成12年） | 2,254  |
| 2005年（平成17年） | 2,331  |
| 2010年（平成22年） | 2,489  |
| 2015年（平成27年） | 2,571  |
| 2020年（令和2年）  | 2,826  |

## 学区
市立小・中学校に通う場合、学区は以下の通りとなる（2022年3月時点）。
| 丁目            | 番・番地等 | 小学校               | 中学校             |
| --------------- | ---------- | -------------------- | ------------------ |
| 小杉陣屋町1丁目 | 全域       | 川崎市立西丸子小学校 | 川崎市立中原中学校 |
| 小杉陣屋町2丁目 | 全域       | 川崎市立西丸子小学校 | 川崎市立中原中学校 |

## 事業所
2021年（令和3年）現在の経済センサス調査による事業所数と従業員数は以下の通りである。
| 丁目            | 事業所数 | 従業員数 |
| --------------- | -------- | -------- |
| 小杉陣屋町1丁目 | 51事業所 | 219人    |
| 小杉陣屋町2丁目 | 48事業所 | 296人    |
| 計              | 99事業所 | 515人    |

### 事業者数の変遷
経済センサスによる事業所数の推移。
| 年                 | 事業者数 |
| ------------------ | -------- |
| 2016年（平成28年） | 97       |
| 2021年（令和3年）  | 99       |

### 従業員数の変遷
経済センサスによる従業員数の推移。
| 年                 | 従業員数 |
| ------------------ | -------- |
| 2016年（平成28年） | 308      |
| 2021年（令和3年）  | 515      |

## 施設
- 川崎市立西丸子小学校
- 川崎市立中原中学校

## その他

### 日本郵便
- 郵便番号 : 211-0062[3]（集配局 : 中原郵便局[19]）

### 警察
町内の警察の管轄区域は以下の通りである。
| 丁目            | 番・番地等 | 警察署     | 交番・駐在所 |
| --------------- | ---------- | ---------- | ------------ |
| 小杉陣屋町1丁目 | 全域       | 中原警察署 | 丸子橋交番   |
| 小杉陣屋町2丁目 | 全域       | 中原警察署 | 小杉交番     |